# (1007) Pawlowia
(1007) Pawlowia – planetoida z pasa głównego asteroid okrążająca Słońce w ciągu 4 lat i 170 dni w średniej odległości 2,71 au. Została odkryta 5 października 1923 roku w Obserwatorium Simejiz na górze Koszka na Półwyspie Krymskim przez Władimira Albickiego. Nazwa planetoidy pochodzi od Iwana Pawłowa, rosyjskiego fizjologa, laureata Nagrody Nobla. Przed jej nadaniem planetoida nosiła oznaczenie tymczasowe (1007) 1923 OX.